# 小行星17023
小行星17023（17023 Abbott）是一颗绕太阳运转的小行星，为主小行星带小行星。该小行星于1999年3月7日发现。

## 轨道参数
小行星17023的轨道半长轴为2.4177701 UA，离心率为0.1213384。